# Bram Appel
Abraham Leonardus Appel, noto come Bram Appel (Rotterdam, 30 novembre 1921 – Geleen, 31 ottobre 1997), è stato un calciatore e allenatore di calcio olandese, di ruolo attaccante.

## Carriera
Con lo Stade de Reims vinse nel 1950 la Coppa di Francia e nel 1953 il campionato francese e la Coppa Latina.